# Тулькан
Тулька́н (ісп. Tulcán, кеч. Tulkan) — місто в Еквадорі, столиця провінції Карчі. Знаходиться в Північних Андах на висоті 2 980 метрів над рівнем моря. Є найвищим містом серед столиць державних провінцій, при цьому відрізняється холодним андським кліматом.
Також Тулькан є одним із найпівнічніших міст Еквадору, через що отримав місцеву назву «Північний наглядач» (ісп. Centinela norteña). Знаходиться за 7 км від кордону з Колумбією поблизу мосту Румічака, що сполучає обидві країни. 
Населення становить 86 765 мешканців.

## Видатні місця
Пам'яткою Тулькана є його кладовище, прикрашене обрізаними зеленими чагарниками і деревами у вигляді садових скульптур, ангелів, дерев і геометричних фігур. Ініціатором закладки садів кладовища і догляду за ними у 1936 р. був Хосе Марія Герреро Азаель Франко, який в той час був головою муніципалітету. У 1985 р. він був похований на цьому кладовищі. Справу батька продовжив його син, який з дитинства допомагав в догляді за садами і скульптурами із чагарників і дерев.

## Галерея

Міське кладовище
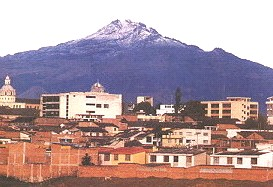
Вулкан Чілес